# Nicolae Păun (fotbalist)
Nicolae Ionuț Păun (n. 19 ianuarie 1999, Caracal, Olt, România) este un fotbalist român, care joacă pe post de mijlocaș la Sepsi în SuperLiga României. Pe plan internațional, are prezențe la națională pentru România.

## Cariera la echipe de club
Păun și-a făcut debutul în Liga I pentru Sepsi OSK într-o remiză fără goluri cu Universitatea Craiova, pe 17 aprilie 2021.

## Cariera la echipa națională
Păun a fost convocat pentru prima dată la naționala României de către antrenorul Edward Iordănescu pe 24 mai 2022, pentru primele patru meciuri din grupa cu Muntenegru, Bosnia și Herțegovina și Finlanda în UEFA Nations League. A debutat la prima reprezentativă a României în meciul cu Muntenegru, pierdut de tricolori cu 3-0.

## Trofee
Sepsi OSK
- Cupa României: 2021–22, 2022-23
- Supercupa României: 2022